# تل دفن الكستناء الطويل
تل دفن الكستناء الطويل
تل دفن الكستناء الطويل ويعرف أيضا بـ وارن الصخري أو وارن الطويل، هو عبارة عن تل طويل بالقرب من قرية ادينغتون في مقاطعة كينت جنوب شرق انجلترا. ربما تم بناؤه في الألفية الخامسة قبل الميلاد، خلال فترة العصر الحجري المبكر في بريطانيا، لازال صامداً اليوم لكن في حالة خراب.
اثبت علماء الآثار آن التلال الطويلة أنشأت من قبل المجتمعات الرعوية بعد فترة من إدخال الزراعة إلى بريطانيا من قارة أوروبا. ممثلتاً تراثاً معمارياً على شكل مباني طولية منتشرة بشكل واسع على ارجاء أوروبا النيوليثية، ينتمي تل دفن الكستناء الطويل إلى نمط إقليمي محلي من تلال الدفن في محيط نهر ميدواي. تلال الدفن الطويلة التي تم بناؤها في هذه المنطقة تسمى الآن ميدواي مغليثس. تلال دفن الكستناء الطويلة تقع بالقرب من كل من تلال ادينغتون الطويلة وتلال كلوردوم الطويلة على الجانب الغربي من النهر. اثنان من تلال الدفن الطويلة باقية، منزل كيتس كوتي ومنزل كيتس كوتي الصغرى، بالإضافة إلى سميث ميغلثس الباقون المحتملون مثل حجر التابوت وحجر الحصان الأبيض، على الجانب الشرقي من ميدواي.
تم بناء تل الدفن الطويل في ارض كانت مؤهلة للسكن في العصر الحجري. كان يتألف من قبر ترابي شبه مستطيل، يقدر طوله بـ15 متر (50 قدم)، مع غرفة مبنية من أحجار السارسن الضخمة على الطرف الشرقي. تم دفن كل البقايا البشرية المحترقة داخل هذه الغرفة أثناء العصر الحجري، تمثل ما لا يقل عن تسعة أو عشرة أفراد. تم العثور على هذه البقايا إلى جانب قطع فخارية ورؤوس أسهم حجرية وقلادة من الطين. في القرن الرابع الميلادي، أقيم كوخ روماني بريطاني بجوار تل الدفن الطويل. في القرن الثاني عشر أو الثالث عشر، تم حفر الحجرة وإتلافها بشدة، إما من قبل الباحثين عن الكنوز أو المسيحيين الأيقونيين. تآكل التل تدريجيًا واختفى تمامًا بحلول القرن العشرين، تاركًا فقط الغرفة الحجرية المدمرة. جذب الخراب اهتمام الأثريين في القرنيين الثامن والتاسع عشر، بينما تم الكشف عن الآثار عام1957، تبعه إعادة بناء محدودة. موقع الأرض مملوك للقطاع الخاص.
[[
]]

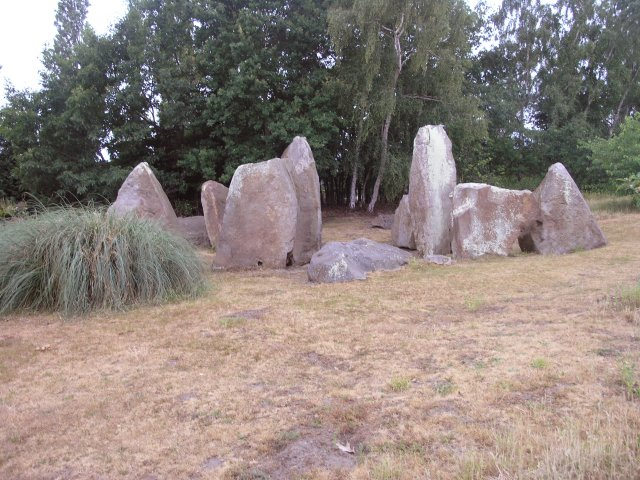

نصب حجر السارسن الذي كان بالماضي جزء من حجرة تل الدفن الطويل
الموقع داخل كينت
الموقع أدينجتون، كينت المملكة المتحدة
إحداثيات 51°18-27.6-21-20-20-16-16-16-16-16-16: 51°18-21-20-20-20-20-20-20
النوع تل دفن طويل
المالك روز ألبا
المحتويات
1 الاسم والموقع
2 الخلفية
2.1 ميغا ث في الاتجاه المتوسط
3 التصميم والبناء
3.1 المعنى والغرض
4 تاريخ لاحق
5 الفولكلور
6التحقيق الأثري والأثرية
7 المراجع
7.1 حواشي سفلية
7-2 المراجع
8 روابط خارجية
الاسم والموقع
تل الدفن الطويل هو نصب تذكاري قديم محدد، قائم على ارض خاصة تابعة لمنزل مجاور، روز آلبا تقع على منحدر التل وتستعير اسمها من الكستناء، وهي منطقة من الغابات تتوج التل. تم إعطاء هذا الاسم للمعلم الأثري في منتصف القرن العشرين، كانت تعرف باسم وارن الصخري أو وارن الطويل. يقع تل الدفن في حزام الرمل ألأخضر، 30 مترا (100قدم) فوق مستوى سطح البحر. البنية الجيولوجية هي حجر رملي ناعم مغطى بطبقة من الرمل الأبيض.
خلفية
العصر النيوليثي كان فترة ثورية في التاريخ البريطاني. بين 4500و3800 قبل الميلاد، شهدت تغيرًا واسعًا في نمط الحياة حيث اعتمدت المجتمعات التي تعيش في الجزر البريطانية الزراعة كشكل أساسي من أشكال العيش، تاركين أسلوب حياة الصياد الجامع الذي ميز فترة العصر الحجري. التحول
```
جاء من خلال الاتصال بالمجتمعات الأوروبية، على الرغم من انه غير واضح إلى أي مدى ممكن أن يساهم ذلك إلى تدفق المهاجرين أو البريطانيين من العصر الحجري الذين يعتمدون على التقنيات الزراعية من القارة. كان من الممكن أن تكون منطقة كينت أساس وصول المستوطنين الأوروبيين والزوار من 
القارة الأوروبية
، بسبب موقعها على مصب 
نهر التايمز
 وقربها من القارة.
```

كانت بريطانيا عبارة عن غابات إلى حد كبير، لم تتم إزالة الغابات على نطاق واسع في كينت حتى العصر البرونزي المتأخر. (1000الى 700عام قبل الميلاد). البيانات البيئية من المناطق المجاورة لحجر الحصان الأبيض، متجانسة من عصور ما قبل التاريخ بالقرب من نهر ميدواي، تدعم الفكرة أن المنطقة كانت إلى حد كبير عبارة عن غابات في العصر الحجري المبكر، مغطاة بأشجار البلوط، الرماد، البندق/الدر واللوزاوات (أشجار فواكه). في معظم أنحاء بريطانيا، هناك القليل من الأدلة على الحبوب أو المساكن الدائمة في هذه الفترة، مما دفع علماء الاثار إلى الاعتقاد بأن اقتصاد العصر الحجري إلى حد كبير رعوي، يعتمد على رعي الماشية، مع أناس يعيشون حياة بدوية أو شبه بدوية.
تلال دفن ميدواي مغليثس
تم بناء تلال الدفن والأثار الجنائزية في انحاء مختلفة من أوروبا خلال العصر الحجري
عبر أوروبا الغربية، شهد العصر الحجري الفترة الأولى من بناء الهياكل الضخمة في المناظر الطبيعية. هذه الهياكل تضم حجر دفن طويلة، أو مدافن ترابية بيضاوية لديها حجر مدمجة في إحدى نهاياتها. بعض من هذه الحجرات تم بنائها من الأخشاب، في حين تم بناء البعض الآخر من الأحجار الكبيرة، التي الآن تعرف باسم «ميغلثس». تعتبر تلال الدفن هذه بمثابة مقابر، تضم بقايا الموتى داخل غرفهم. نادرًا ما تم دفن الأفراد وحدهم في العصر الحجري المبكر، بدلاً من ذلك تم دفنهم في مدافن جماعية مع أعضاء آخرين من مجتمعهم. بنيت هذه المقابر ذات الحجر على طول الساحل الغربي لأوروبا خلال العصر الحجري المبكر، من جنوب شرق إسبانيا حتى جنوب السويد، مع استيعاب معظم الجزر البريطانية، أدخل التقليد المعماري لبريطانيا من أوروبا القارية في النصف الأول من الألفية الرابعة قبل الميلاد.
على الرغم من آن كل شي في حالة خراب الآن، في وقت البناء كان ميدواي ميغلثس من أكبر المعالم الجنائزية في العصر الحجري وأكثرها إبهاراً بصريا في بريطانيا. مجمعة على طول نهر ميدواي لأنها تخترق شمال داونز، يشكلون المجموعة الأكثر جنوبية شرقية من آلاثار المغليثية في الجزر البريطانية، والمجموعة المغليثية الوحيدة في شرق إنجلترا. يمكن تقسيم ميدواي مغليثس إلى مجموعتين بين 8 كيلومترات (5.0 أميال) و 10 كيلومترات (6.2 ميل) متباعدة: واحدة إلى الغرب من نهر ميدواي والاخرى في تلة الجرس الازرق إلى الشرق. تل دفن الكستناء الطويل جزء من المجموعة الغربية، يشمل تل دفن كلورودم الطويل وتل دفن ادينتغتون الطويل. تتكون المجموعة الغربية من سميث مغليثس، منزل كيتس كوتي، ومنزل كيتس كوتي الصغرى، في حين أن العديد من الأحجار على الجانب الشرقي من النهر، وعلى الأخص حجر التابوت وحجر الحصان الأبيض، قد تكون أيضًا أجزاء من هذه الهياكل، غير معروف إذا تم بنائه في نفس الوقت أو في وقت لاحق، ولا يُعرف إذا كان كلاهم يؤدي نفس الوظيفة ام لا أو إذا كان هناك تسلسل هرمي في استخدامه.

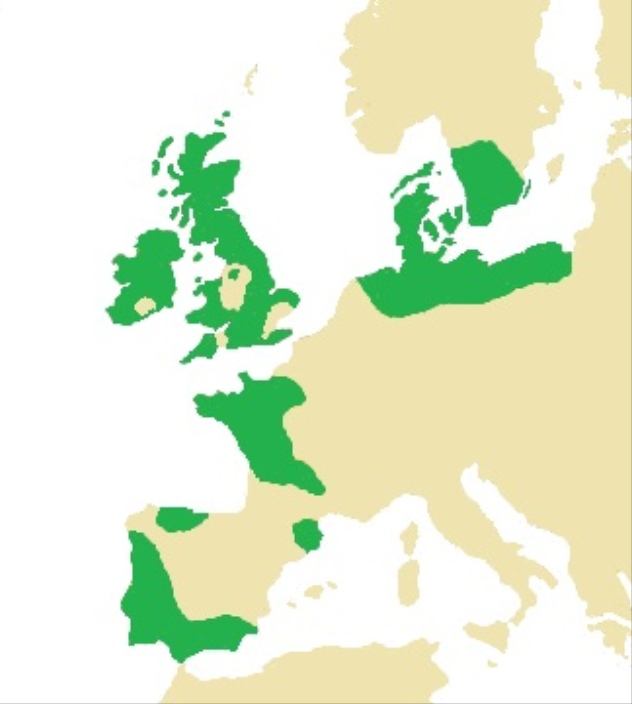

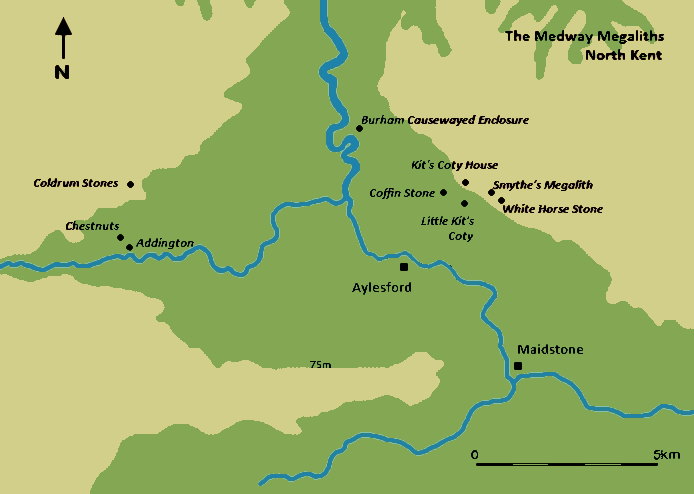

يتوافق تل دفن ميدواي الطويل مع خطة التصاميم العامة، ويتم محاذاة جميعها على محور من الشرق إلى الغرب. كان لكل منها غرفة حجرية في الطرف الشرقي من التل، ولدى كل منهما على الأرجح واجهة حجرية محاطة بالمدخل. كان لديهم ارتفاعات داخلية تصل إلى 3.0 متر (10 أقدام)، مما يجعلهم أطول من معظم الحواجز الطويلة الأخرى في بريطانيا. تم بناء الحجر من حجر السارسن، وهو حجر كثيف وصلب ومتين يحدث بشكل طبيعي في جميع أنحاء كينت، بعد أن تكونت من الرمال من حقبة العصر الفجري. كان بناؤون العصر الحجري الأوائل قد اختاروا كتلًا من المنطقة المحلية، ثم نقلوها إلى موقع النصب التذكاري الذي سيتم بناؤه.
تشير هذه السمات المعمارية المشتركة ميدواي ميغلثس إلى تماسك إقليمي قوي بدون موازنات مباشرة في الجزر الإيطالية. ومع ذلك، كما هو الحال مع التجمعات الإقليمية من تلال الدفن من العصر الحجري-مثل مجموعة كوتسوولد سيفرن في جنوب غرب بريطانيا-- هناك أيضا العديد من الخواص في المعالم المختلفة، مثل شكل كولدروم المستقيم، وواجهة تل دفن الكستناء الطويل، والتلال الطويلة في ادينغتون وكيتس كوتي. ربما تكون الاختلافات حدثت بسبب تغيير القبور وموائمتها على مدى استخدامها، في هذا السيناريو، ستكون ألآثار هياكل مركبة.
ربما تأثر بناة ميدواي ميغلثس بالأضرحة الموجودة مسبقا في مكان أخر. لا يعرف إذا كان البناؤون محليين أم انتقلوا إلى ميدواي من مكان أخر. بناءً على تحليل الأسلوب لتصميماتهم المعمارية، اعتقد عالم الآثار ستيوارت بيجوت أن الخطة وراء ميدواي مغليثس نشأت في المنطقة المحيطة بالدول المنخفضة، بينما يعتقد زميل عالم الآثار جلين دانيال بدلاً من ذلك أن نفس الأدلة أظهرت تأثيرًا من الدول الاسكندنافية. اقترح جون هـ. إيفانز بدلاً من ذلك أصلًا في ألمانيا، ورونالد إف جيسوب يعتقد أن أصولهم يمكن رؤيتها في مجموعة المغنثية في كوتسوولد سيفرن. اعتقد الإسكندر أنهما كانا متشابهين مع تلال طويلة على طول ساحل المحيط الأطلسي، وربما تقليد تلك الموجودة في أيرلندا أو بريتاني. أشار عالم الآثار بول أشبي إلى أن تجمعهم الوثيق في نفس المنطقة كان يذكرنا بتقاليد ضريح المغليثية في شمال أوروبا القارية، وأكد أن ميدواي مغليثس كان مظهرًا إقليميًا لتقاليد منتشرة عبر أوروبا المبكرة في العصر الحجري المبكر، ومع ذلك شدد على أنه من المستحيل تحديد مكان المنشأ الدقيق مع الأدلة المتاحة.
التصميم والعمارة

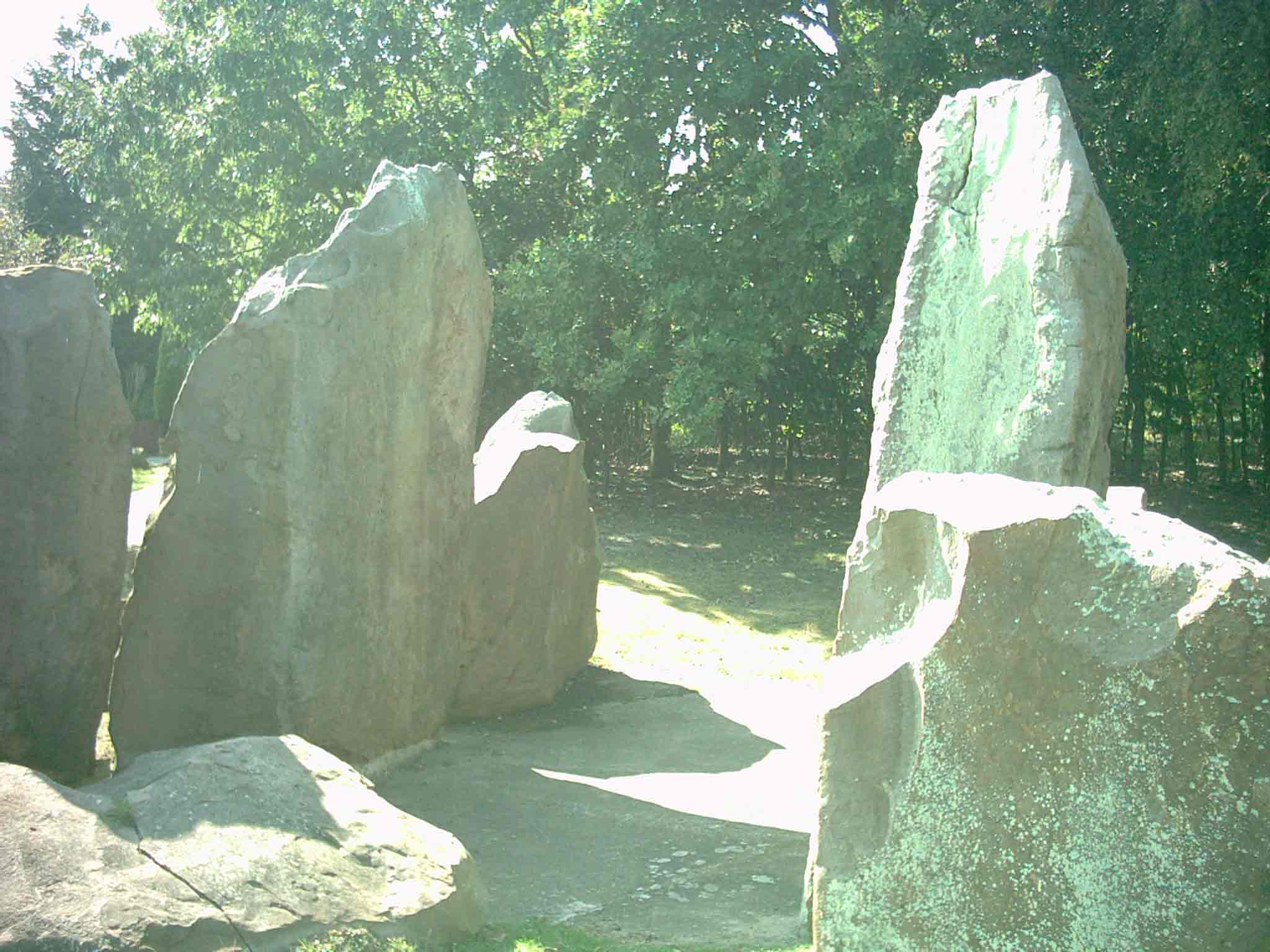

كشف الحفر الأثري عن طبقة من العصر الحجري الأوسط أسفل النصب التذكاري، يتضح من الكثير من الحطام الناتج من الصوان. خلال حفريات الموقع عام 1957، تم العثور على 2300 شظية من الفلينت الحجري الأوسط تحتها. وقد تم اكتشاف المزيد في خنادق اختبار حول المنطقة، تمتد أعلى التل باتجاه خشب الكستناء، وعلى بعد 180 مترًا (200 ياردة) على الأقل شرق القبر و370 مترًا (400 ياردة) جنوب غرب القبر. حوالي 3 متراً (100 قدم) غرب صف طويل، كشف الحفر عن وجود فتات بالاشتراك مع ما تم تفسيره على أنه قلب متجمد. أشارت الكميات الكبيرة من المواد التي تعود إلى العصر الحجري، إلى جانب انتشارها الواسع، إلى أن الموقع ربما كان مسكوناً على مدى فترة طويلة من الزمن خلال العصر الحجري. بعض الخنادق التي تم التنقيب عنها في عام 1957 كانت لها فناءات من العصر الحجري الأوسط أسفل المدن الضخمة مباشرة، مما دفع حفار جون ألكسندر إلى الاعتقاد بأنه «لا يوجد فاصل زمني كبير يفصل» الاستخدامات من العصر الحجري الحديث والحجري.
تم بناء تل دفن الكستناء الطويل على قرب من تل ادينغتون الطويل. تم بناء الحجر من صخر السارسين الموجود بشكل طبيعي على بعد أميال من الموقع. تم ترتيبها على شكل مثلثين متجاورين، بحيث أن عتبة الأحجار شكلت سقف الغرفة. كانت الغرفة على شكل شبه منحرف، يبلغ طولها حوالي 3.7 متر (12 قدمًا)، وعرضها 2.29 مترًا (7 أقدام و 6 بوصات)، وربما ارتفاعها 3.0 متر (10 أقدام).
كانت تلال الدفن موجهة تقريبًا من الشرق إلى الغرب، وكما هو الحال مع الاربعة الأخرى من ميدواي مغليث، يبدو أنها كانت تواجه إما وادي ميدواي أو شمال داونز. من المحتمل أن مدخل الغرفة كان مسدودًا بالكامل بحجر كبير. في حين أنه من الصعب تحديد التصميم الأصلي الدقيق للغرفة بسبب الأضرار التي لحقت بها في العصور الوسطى، فمن المحتمل أن يكون الحجر الإنسي يقسم الغرفة إلى قسمين. كما أن جدارًا حجريًا قاسياً عبر الطرف الغربي للغرفة من شأنه أن يمنع الوصول أيضًا.
اقترح ألكسندر أن التلة الترابية شيدت أمام الغرفة، وأنه تم استخدامها كمنحدر يتم من خلاله سحب الحجارة الكبيرة إلى مكانها. واقترح أن بناة الركام الطويل أبقوا المغليث في مكانها عن طريق ملء الغرفة بالرمل.
```
اعتقد أنه بمجرد وضع حجر الأساس على أعلى الحجرة وكانت الحجرة مستقرة، كان بإمكان البنائين إزالة الرمال الداعمة. في عام 1950، قيل أن 14 حجرة نجت، لكن الحفريات الكاملة كشفت عن وجود 18 صخرة سارسين كبيرة، جنبًا إلى جنب مع أربعة أحجار سارسين أصغر تستخدم في جدار الحجر القاسي ورصيف القبر. 
```

كان للغرفة رصيف من الرمال الصفراء، وضعت عليه بقايا بشرية وقد تم إثبات هذه البقايا البشرية من خلال اكتشاف 3500 قطعة من العظام، تعكس ما لا يقل عن تسعة أو عشرة أفراد، واحد منهم على الأقل كان طفلاً. تم دفن بعضها، وحرق جثث أخرى، بينما تم وضع العظام السابقة إلى جانب وعاء الخزف. تم العثور على القليل من ألأدله على الدفن، ويعود ذلك جزئياً انه لم يبق بشكل جيد في التربة الحمضية. ظهور عظام بشرية محترقة هنا أمر غير معتاد. على الرغم من وجود أدلة على حرق الجثث في بعض المدافن الطويلة الأخرى، إلا أنه نادرًا ما يكون نادرًا في بريطانيا في العصر الحجري المبكر. اقترح آشبي أنه لهذا السبب، يجب أن يكون لإدراج العظام المحروقة «أهمية خاصة».
مع الإقرار بوجود ادله على حرق الجثث في العصر الحجري في مواقع معينة في بريطانيا، اقترح علماء الآثار مارتن سميث وميغان بريكلي أن عظام حرق الجثث أضيفت لاحقًا، خلال العصر الحجري المتأخر، عندما كان حرق الجثث أكثر شيوعًا. إلى جانب البقايا البشرية، تم العثور على أشياء ربما دفنت مع الموتى، مثل 34 شظية من السيراميك وثلاثة رؤوس سهم حجرية وقلادة من الطين. في الباحة الامامية، عثر الحفارون على 100 كسور من اوعية الخزف، تمثل أجزاء من ثمانية أوعية على الأقل.
```
اقترح ألكسندر أن يتم وضع هذه في الحجرة مرة واحدة ولكن تم إزالتها لاحقًا للسماح بترسب المزيد من البقايا البشرية داخلها.
```

على الرغم من عدم وجود تل دفن مرئي حتى الخمسينات، يشير اسم «تل دفن وارن الطويل» إلى أن معرفة مثل هذا التل قد استمرت حتى القرن الثامن عشر. عثرت الحفريات الاثرية على حواف شمالية وشرقية لتل الدفن، ولكن تم تدمير الحواف الغربية والجنوبية عن طريق التدمير والحراثة العميقة. ربما كان تل الدفن شبه منحرف أو على شكل حرف D، بعرض حوالي 18 مترًا (60 قدمًا). على أوسع نطاق، مقابل الواجهة، قد يمتد هذا إلى 20 مترًا (64 قدمًا). كان من الصعب تحديد طول تل الدفن الطويل، على الرغم من أن ألكسندر اقترح أنه قد يكون حوالي 15 مترًا (50 قدمًا).
المعنى والغرض
وضعت مجتمعات العصر الحجري في بريطانيا تركيز أكبر على دفن الموتى من أسلافهم من العصر الحجري. اقترح علماء الآثار أن هذا يرجع إلى أن البريطانيين في العصر الحجري في وقت مبكر تمسكوا بعبادة السلف التي تبجل أرواح الموتى، معتقدين أنهم يمكن أن يتوسطوا في قوى الطبيعة لصالح أحفادهم الأحياء. شدد عالم الآثار روبن هولغيت على أنه بدلاً من كونه مجرد مقابر، فإن ميدواي ميغلثس كانت «آثارًا جماعية تؤدي وظيفة اجتماعية للمجتمعات التي بنتها واستخدمتها». إذاً قد تم اقتراح أن الناس دخلوا المقابر من العصر الحجري--وتضاعفت كمعابد-- لأداء طقوس تكريم الموتى وطلب مساعدتهم. لهذا السبب، وصف المؤرخ رونالد هاتون هذه «اضرحة المقابر» تعكس الغرض المزدوج.
في بريطانيا، كانت هذه المقابر تقع عادة على التلال والمنحدرات وتطل على مناظر طبيعية، ربما عند التقاطع بين مناطق مختلفة. واشارت عالمة الاثار كارولين مالون أن هذه المقابر عملت كواحدة من علامات المناظر الطبيعية المختلفة التي نقلت معلومات عن «الأرض، الولاء السياسي، الملكية، والأجداد. اشترك العديد من علماء الآثار في فكرة أن هذه الأضرحة كانت علامات إقليمية بين القبائل المختلفة. جادل آخرون بأن مثل هذه العلامات لن تكون ذات فائدة تذكر لمجتمع الرعاة الرحل. وبدلاً من ذلك، تم اقتراح أنها تمثل علامات على طول مسارات الرعي. اقترح عالم الآثار ريتشارد برادلي أن بناء هذه الآثار يعكس محاولة لوضع علامة على السيطرة والملكية على الأرض، وبالتالي يعكس تغييرًا في طريقة التفكير ناتجًا عن الانتقال من العصر الحجري الوسيط إلى العصر الحجري الحديث الرعوي. اقترح آخرون أن هذه الآثار بنيت على مواقع يعتبرها مقدسون بالفعل من الصيادين الميزوليتيين.
التاريخ اللاحق
أثناء التنقيب في الموقع، تم العثور على أربعة شقوق خزفية قريبة يعتقد الحفار أنها ربما تعود إلى العصر الحديدي المبكر. كشفت الحفريات أيضًا عن 830 قطعة سيراميك تعود إلى بريطانيا الرومانية. عكست هذه القرون الأربعة طوال هذه الفترة، على الرغم من أن الأغلبية كانت القرن الرابع.
```
كما يعود تاريخه إلى القرن الرابع كوخ أقيم على مساحة مسطحة مجاورة للتل، كشف حفر هذا الكوخ عن 750 قطعة سيراميك، فحم، مسامير حديدية، طين محترق، عظام، وشظايا صوان. عند فحص هذه المجموعة من القطع الأثرية ، لاحظ الحفار أنه لم يكن نموذجيًا لمجموعات العناصر الموجودة عادة في مواقع المستوطنات الرومانية البريطانية ، مما يعني أن المبنى كان مأوى ميدانيًا وليس منزلًا.
```

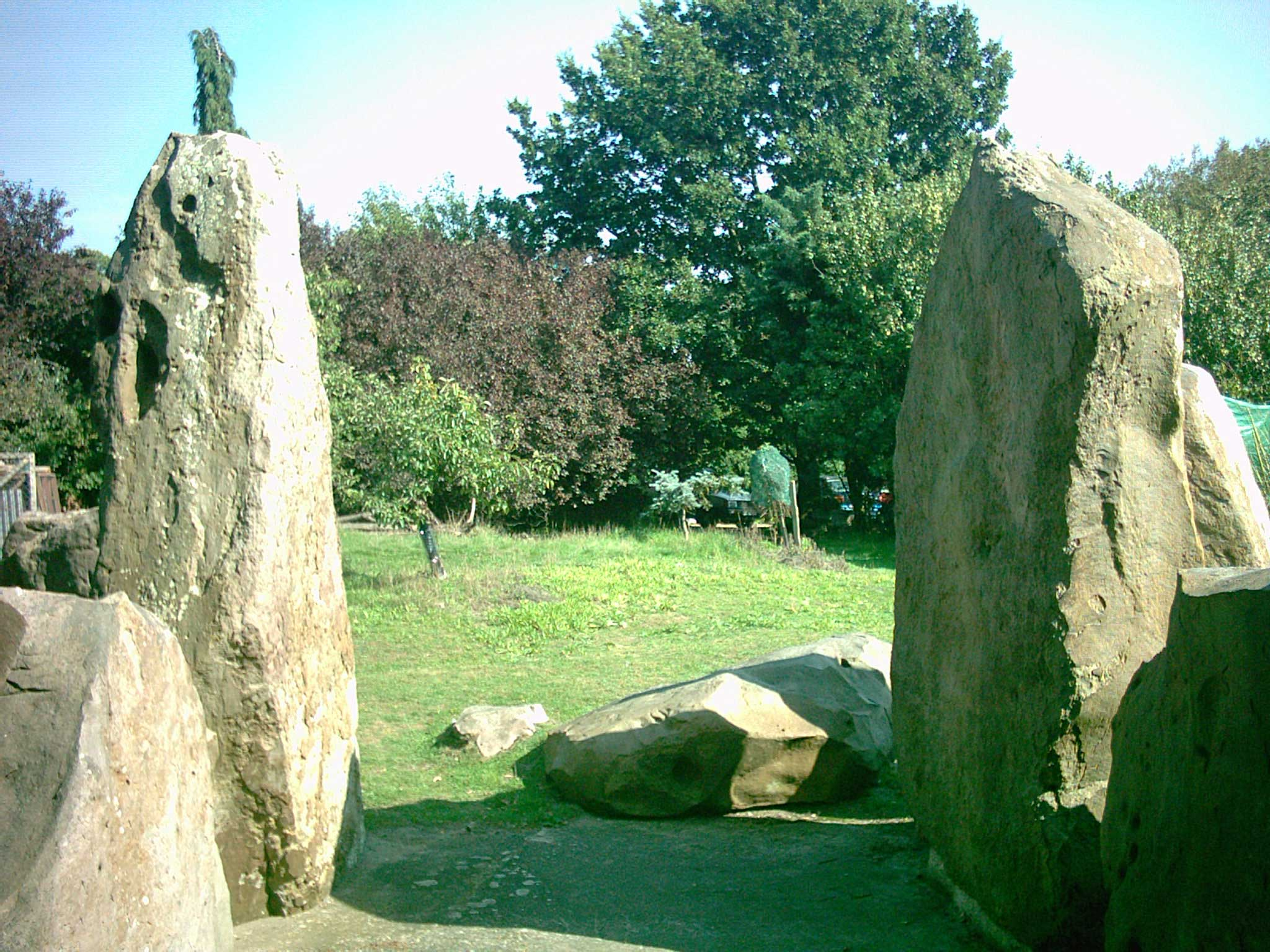

ظهرت أدلة على النشاط البشري بالقرب من الأراضي من القرن الحادي عشر حتى القرن الثالث عشر - خلال العصور الوسطى -على شكل 200 كسرة خزفية، واثنان من أحجار الشحذ، و17 قطعة من الجص عثر عليها علماء الآثار في سطح التربة. من المحتمل أنه في هذه الفترة من القرون الوسطى تم تدمير القبر بشدة، حيث تم العثور على مواد من القرون الوسطى في بعض الحفر التي أنشأها أولئك الذين أتلفوا الغرفة وتل الدفن. تم تنفيذ التدمير بطريقة منهجية. في البداية، التل المحيط بالغرفة تم حفره بعيداً، وإجبار الدخول إليه من خلال جدار صخري في الطرف الشمال الغربي. ثم تم تصفية الحجرة إلى الأساس، مع تلف محتويات الحجرة والتخلص منها خلف الحفر. تم دفع الحجر الإنسي للحجرة فوق فائض الحفر، وتغطيتها بالتربة.
```
تم حفر الحفرة في وسط الحجرة، عكس جدرانها من الخارج، ثم تم إغلاق الحفرة المركزية من خلال انهيار الأحجار. أخيراً، تم حفر عدة حفر حول حجارة الواجهة. بالتالي، انهارت الغرفة، مع كسر العديد من الحجارة على أثر السقوط. بعد أن سقطوا، تضرر الثنائي الداخلي من الأحجار الطويلة للغرفة، على الأرجح في عملية تنطوي على تسخينهم بالنار ثم صب الماء البارد عليهم، مما يؤدي إلى الكسر.
```

من الأدلة المتوفرة، كان من الواضح أن هذا الهدم لم يتم بقصد جمع حجر البناء ولا تنظيف الأرض للزراعة. اعتقد ألكسندر أن الأضرار التي لحقت بالحجرة كانت نتيجة السرقة. دعم هذه الفكرة دليل مقارن، مع قائمة إغلاق عام 1237 يأمر بفتح المدافن في جزيرة وايت للبحث عن الكنز، وهي ممارسة ربما انتشرت إلى كينت في نفس الوقت تقريبًا. يعتقد ألكسندر أن الدمار ربما يكون قد تم من قبل مبعوث خاص، تسليط الضوء على أن «خبرة السرقة وشموليتها» كانت ستتطلب موارد أكثر مما يمكن للمجتمع المحلي جمعه. واقترح أن دفن الحجارة يشير إلى أن المتعصبين المسيحيين
```
حاولوا عمدا تدمير وتشويه النصب التذكاري قبل المسيحي. 
```

كشف التنقيب أيضًا عن أدلة على النشاط الحديث حول الموقع.
```
تم تحديد ثلاث حفر بعد العصور الوسطى حول تل الدفن، بالإضافة إلى محاولة ما بعد العصور الوسطى إلى حفر الحجرة. تضمنت الاكتشافات من هذه الفترة كسور خزفية، أنابيب طينية يرجع تاريخها إلى ما بين 
القرنين السابع عشر
 والتاسع عشر، والرخام الحجري والطيني، وبلاط من الطوب، وزجاجات مؤرخة بين القرنين الثامن عشر والعشرين. اقترح ألكسندر أن هذا الدليل يؤكد الحسابات المحلية التي تشير إلى استخدام تل دفن الكستناء الطويل كمكان شعبي للنزهات. هناك أيضًا حسابات تفيد بأنه تم استخدامه كوجر تأوي إليه الأرانب، خلال أواخر 
القرن التاسع عشر
، تم استخدام الحقل كإسطبل.
```

فلكلور
في ورقة عام 1946 نشرت في مجلة الفولكلور، سجل جون هـ. إيفانز اعتقادًا شعبيًا من كنتيش كان منتشرًا «حتى الجيل الأخير».
```
هكذا يعتقد أنه كان من المستحيل حساب عدد الأحجار في ميدواي ميغلثس بنجاح. لا تعد فكرة الحجارة التي لا حصر لها فريدة بالنسبة لكينت، حيث تم تسجيلها في آثار مغليثية أخرى في بريطانيا وأيرلندا.
أقدم دليل نصي عليه هو في وثيقة من أوائل القرن السادس عشر، حيث تنطبق على 
ستونهنج
 في ويلتشير، على الرغم من أن وثيقة في أوائل 
القرن السابع عشر
 طبقتها أيضًا على هورليرز، مجموعة من ثلاث دوائر حجرية في 
كورنوال
. تكشف السجلات اللاحقة أن القصة الشعبية اكتسبت توزيعًا واسعًا في 
إنجلترا
 وحوادث فردية في كل من 
ويلز
 
وأيرلندا
. اقترح الفولكلور مينيفي أنه يمكن أن يساهم في فهم حيوي أن هؤلاء المغليثيين لديهم حياة خاصة بهم.
```

البحث الأثري

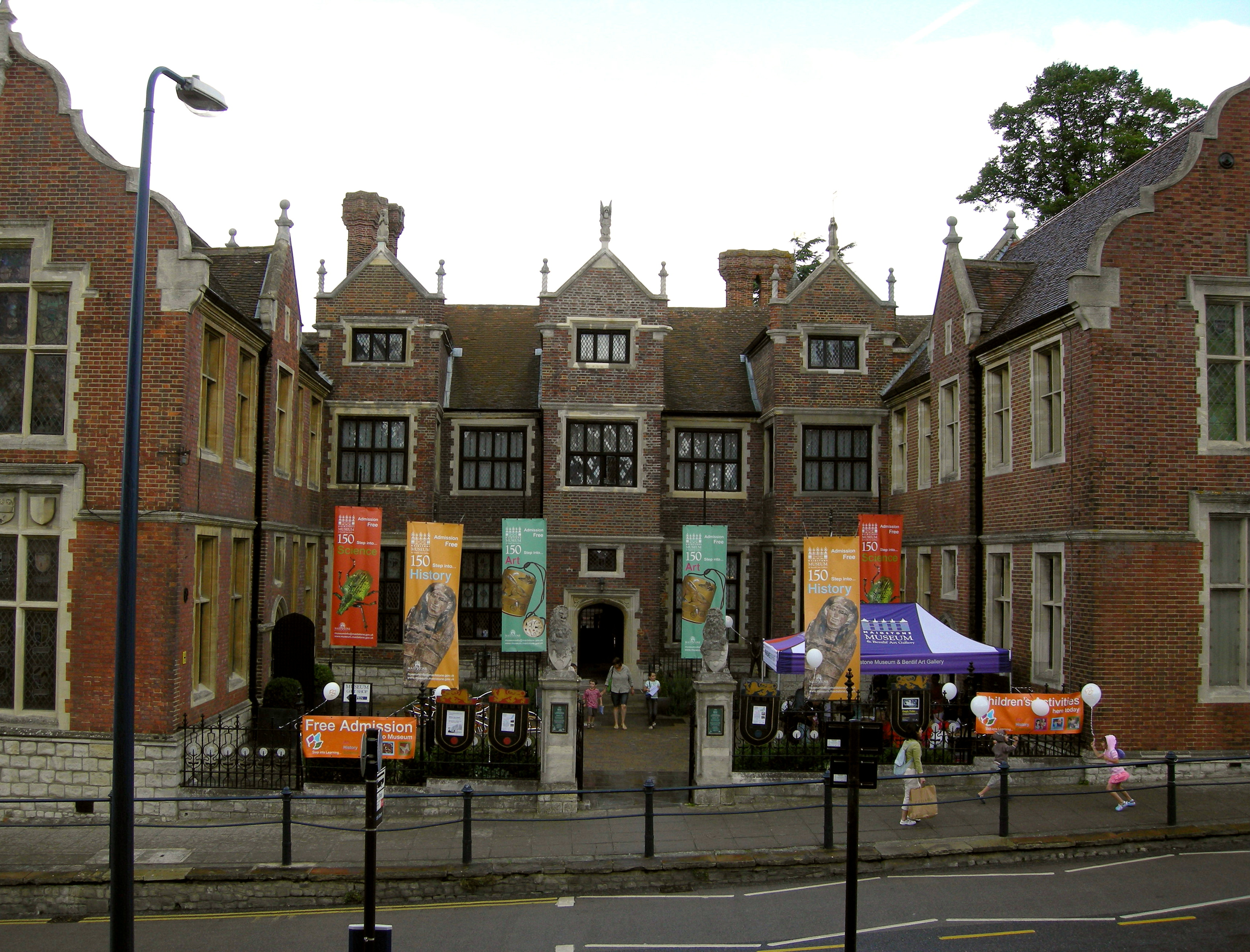

كان علماء الآثار على علم بتل الكستناء الطويل منذ القرن الثامن عشر. تم تقديم أقرب مرجع ممكن إلى المعالم الأثرية من قبل الأثري جون هاريس في تعليق غامض في كتابه تاريخ كينت في خمسة أجزاء، نشر في عام 1719. في عام 1773، تم وصف الموقع في مطبوع من قبل عالم الآثار يوشيا كولبروك في مقالة قصيرة لمجلة علم الآثار، مجلة جمعية الآثار في لندن. ووصفها بأنها أحد «معابد البريطانيين الأثرياء» وقد ردد تحليل كولبروك في كتابات القرن الثامن عشر لإدوارد هاستد، دبليو إتش أيرلندا وجون ثورب. في أوائل أربعينيات القرن التاسع عشر، أجرى القس بيل بوست تحقيقات في ميدواي ميغلثس، كتبها في مخطوطة تُركت غير منشورة، وشملت تل دفن ادينتغتون وتل دفن الكستناء الطويل، والتي أطلق عليها بشكل جماعي «دوائر ادينغتون».
في أواخر الأربعينيات من القرن الماضي، زار علماء الآثار جون هـ. إيفانز وألبرت إيجيس فان جيفن الموقع، مع التعليق السابق بأنهما فحصا الموقع في «حالته النامية بالافراط». في عام 1953، ذكرت عالمة الآثار ليزلي غرينسل أن العديد من الأشجار والشجيرات الصغيرة نشأت داخل المغليثس. في ذلك العام، تم إعداد الحقل للاستخدام البستاني، حيث تم تسويته وحرثه، على الرغم من ترك المنطقة حول المغليثية دون عائق.
```
في ذلك الوقت، كان هناك 16 مغليثس مرئية، ملقاة على زوايا مختلفة. كانت هناك 
شجرة مقدسة
 يبلغ ارتفاعها 15 مترًا (50 قدمًا) في وسطها ، ولا توجد علامة على وجود تل .افتتح مالك الأرض ، 
ريتشارد بويل
، بعض 
الخنادق
 التجريبية في المنطقة، اكتشف خلالها أدوات الصوان الميزوليتي.
تم اكتشاف عدد كبير من الاكتشافات السطحية في كل من الحقل والمحجر على بعد 30 مترًا (100 قدم) إلى الشرق.
```

في اواخر الخمسينات، مع وجود خطط على قدم وساق لبناء منزل مجاور لـتل فن الكستناء الطويل، بدأت هيئة التنقيب عن الآثار القديمة عملية حفر للموقع تحت إدارة جون ألكسندر. تم تمويل الحفريات التي استمرت خمسة أسابيع في أغسطس وسبتمبر 1957 من قبل بويل، بدعم من هيئة التفتيش، ونفذها إلى حد كبير متطوعون. بعد التنقيب، تم ترميم الأحجار المتساقطة، مما يسمح باستعادة جزء من الحجرة والواجهة. تم العثور على المكتشفات من التنقيب في ميدستون. وصف أشبي تقرير التنقيب اللاحق للإسكندر بأنه "شامل" و "نموذجي من نوعه"، وجيسوب "كمثال بارز على عالم الآثار الحديث في هذا المجال.
مراجع
هوامش
1.	الكسندر 1961، ص. 1.
2.	^ فيليب ودوتو 2005، ص. 4.
3.	أ ب ألكسندر 1961، ص. 1 ؛ ^ آشبي 2000، ص. 325
4.	أ ب ألكسندر 1961، ص. 2.
5.	هوتون 1991، ص 16 - 17.
6.	هوتون 1991، ص. 16 ؛ ^ آشبي 1999، ص. 272 ؛ هوتون 2013، ص 34-35.
7. هولجيت 1981، ص.230-231.
8.	هوتون 2013، ص. 37.
9.	باركلي وآخرون.
```
2006، ص. 20.
```

10.	باركلي وآخرون.
```
2006، ص 25 - 26.
```

11.	بطل 2007، ص 73-74 ؛ هوتون 2013، ص. 33
12.	هوتون 1991، ص. 19 ؛ هوتون 2013، ص. 37.
13.	هوتون 1991، ص. 19 ؛ هوتون 2013، ص. 40.
14.	هوتون 1991، ص. 19.
15.	أ ب مالون 2001، ص. 103.
16.	هوتون 2013، ص. 40.
17.	مالون 2001، ص 103 - 104 ؛ هوتون 2013، ص. 41.
18.	هولجيت 1981، ص. 225 ؛ بطل 2007، ص. 78.
19.	بطل 2007، ص. 76.
20.	ويسوكي واخرون 2013، ص. 1.
21.	جاروود 2012، ص. 1.
22.	هولجيت 1981، ص. 221.
23.	آشبي 1993، ص 60-61. بطل 2007، ص 78.ويسوكي وآخرون. 2013، ص. 1.
24.	^ آشبي 2005، ص. 101 ؛ بطل 2007، ص 76-77.
25.	^ اشبي 2005، ص. 101 ؛ بطل 2007، ص. 78.
26.	أ ب هولجيت 1981، ص. 223.
27.	هولجيت 1981، ص 223، 225.
28.	أ ب ج بطل عام 2007، ص. 78.
29.	كيليك 2010، ص. 339.
30. آشبي 2000، ص 325 - 326 ؛ بطل 2007، ص. 78.
31.	هولجيت 1981، ص. 225 2013، ص. 3.
32.	ويسوكي وآخرون . 2013، ص. 3.
33.	آشبي 1993، ص. 60.
34.	أ ب هولجيت 1981، ص. 227.
35. بيجوت 1935، ص. 122.
36.	دانيال 1950، ص. 161.
37.	ايفانز 1950، ص 77-80.
38.	جيسوب 1970، ص. 111.
39.	ألكسندر 1961، ص. 18.
40.	آشبي 1999، ص. 269.
41.	آشبي 1999، ص. 271.
42.	آشبي 1993، ص. 57.
43.	ألكسندر 1958، ص. 191 ؛ ألكسندر 1961، ص. 2 ؛ جيسوب 1970، ص. 104.
44. الكسندر 1961، ص.2–3.
45.	أ ب ألكسندر 1961، ص. 3.
46.	ألكسندر 1961، ص. 5.
47.	كيليك 2010، ص. 342.
48.	أ ب ألكسندر 1961، ص. 13.
49.	ألكسندر 1961، ص. 6.
50.	ألكسندر 1961، ص. 8 ؛ ^ آشبي 1993، ص. 61 ؛ جيسوب 1970، ص. 107.
51.	ألكسندر 1961، ص. 9 ؛ ^ آشبي 1993، ص. 61 ؛ جيسوب 1970، ص. 107
52.	ألكسندر 1961، ص. 6 ؛ كيليك 2010، ص. 342.
53.	كيليك 2010، ص. 346.
54.	أ ب ج ألكسندر 1961، ص. 8.
55. أ ب ج ألكسندر 1961، ص. 9.
56.	ألكسندر 1961، ص. 7.
57. ألكسندر ألكسندر 1961، ص. 11.
58.	ايف ب 1950، ص. 75.
59.	ألكسندر 1961، ص. 55.
60.	ألكسندر 1961، ص 9، 52-53.
61.	الكسندر 1961، ص. 53.
62.	سميث وبريكلي 2009، ص. 57.
63.	آشبي 2005، ص. 110.
64. سميث وبريكلي 2009، ص. 59.
65. الكسندر 1961، ص 9، 49.
66.	الكسندر 1961، ص. 10 ؛ ^ آشبي 2000، ص. 325.
67.	ألكسندر 1961، ص. 10.
68.	ألكسندر 1961، ص. 11 ؛ جيسوب 1970، ص. 107.
69. الكسندر 1961، ص. 11 ؛ ^ آشبي 2000، ص. 325 ؛ جيسوب 1970، ص. 107 ؛ ^ آشبي 1993، ص. 60.
70.	بيرل 1981، ص. 61 ؛ مالون 2001، ص. 103.
71. بيرل 1981، ص. 61.
72.	هوتون 2013، ص. 41.
73.	مالون 2001، ص 106 - 107.
74.	مالون 2001، ص. 107.
75.	هوتون 2013، ص 42-43.
76.	هوتون 2013، ص. 43.
77.	هوتون 2013، ص. 39.
78.	هوتون 2013، ص 39-40.
79.	الكسندر 1961، ص. 40.
80.	الكسندر 1961، ص 22، 42 ؛ جيسوب 1970، ص. 104.
81. الكسندر 1961، ص 23، 43.
82. الكسندر 1961، ص. 23.
83.	ألكسندر 1961، ص 24-25، 45
84.	الكسندر 1961، ص 25، 45.
85.	أ ب ألكسندر 1961، ص. 26.
86.	أ ب ألكسندر 1961، ص. 26.
87.	آشبي 1993، ص. 67.
88.	اشبي 1993، ص. 63.
89.	ألكسندر 1961، ص. 29.
90.	أ ب ألكسندر 1961، ص. 25.
91.	اشبي 2005، ص. 104.
92. أشبي 1993، ص 64-65.
93.	ايفانز 1946، ص. 38.
94. مينفي 1975، ص. 146.
95. مينفي 1975، ص. 147.
96. مينفي 1975، ص. 148.
97.	ألكسندر 1961، ص. 1 ؛ جيسوب 1970، ص. 104.
98.	أ ب اشبي 1993، ص. 93.
99. كوليبروك 1773، ص. 23 ؛ ^ إيفانز 1950، ص. 75.
100.	كوليبروك 1773، ص. 23 ؛ ^ آشبي 1993، ص. 93.
101.	إيفانز 1949، ص. 136.
102.	جرينسل 1953، ص. 194.
103.	ألكسندر 1961، ص 1 - 2.
104.	أ ب اشبي 1993، ص. 95.
105.	لكسندر 1958، ص. 191 ؛ ألكسندر 1961، ص. 1 ؛ جيسوب 1970، ص. 104 ؛ ^ فيليب ودوتو 2005، ص. 4.
106.	آشبي 2000، ص. 337.
107.	جيسوب 1970، ص. 104 ؛ ^ فيليب ودوتو 2005، ص. 4.
108. جيسوب 1970، ص. 106.
مراجع
ألكسندر، جون (1958). «Addington: مقبرة مجاليثيك شيستونغز» (PDF). آثار كانتيانا البدائية. 72: 191–192.
ألكسندر، جون (1961). «حفر قبر تشيستونغز ميكاليثيك في أدينجتون، كينت» (PDF). آثار كانتيانا البدائية. 76: 1-57.
آشبي، بول (1993). «الميجاليات في ميدواي من المنظور» (PDF). آثار كانتيانا البدائية. 111: 57–112.
آشبي، بول (1999). «الميجاليات في ميدي في سياق أوروبي» (PDF). آثار كانتيانا البدائية. 119: 269–284.
آشبي، بول (2000). "Megalikic Long Barros" في ميدواي (PDF). آثار كانتيانا البدائية. 120: 319–345.
آشبي، بول (2005). كنت في أوقات ما قبل التاريخ. Stroud: Tempus. ISBN 978-0-7524-3136-9.
باركلاي، أليستير؛ فيتزباتريك، أندرو ب.؛ هايدن، كريس؛ ستافورد، إليزابيث (2006). المنظر الطبيعي ما قبل التّاريخيّ في وايت هورس ستون، أيليسفورد، كنت (تقرير
بورل، أوبري (1981). طقوس الآلهة. لندن: Weidenfeld & Nicolson. ISBN 978-0-460-04313-7.
بطل، تيموثي (2007). «كينت ما قبل التاريخ». في جون ه. ويليامز (محرر). علم الآثار من كنت إلى 800 ميلادي. [ووودبريدج]: [بوديل] صحافة وكنت إقليم مجلس. ISBN 978-0-85115-580-7.
Colebrooke, Joisis (1773). «حساب النصب التذكاري الذي يُنسب عادة إلى كاتيغرن». علم الآثار. 2: 107–117. doi:10.1017/S0261340900015605.
دانيال، غلين إي (1950). مقابر ما قبل التاريخيّة لإنكلترا ووالز. كامبريدج : مطبعة جامعة كامبريدج.
إيفانز، جون إتش (1946). «ملاحظات عن التراث الشعبي والأساطير المرتبطة بالأملاك الضخمة في كنتيش». فولكلور. 57 (1): 36–43. Doi:10.1080/0015587x.1946.9717805. JSTOR 1257001.
إيفانز، جون ه. (1949). «تلميذ درويد؛ The Beale Post MSS» (PDF). علم الآثار
مينيه ، س. ب. (1975). "الأحجار التي لا تحصى\": إعادة الحساب النهائي". فولكلور. 86 (3–4): 146–166. Doi:10.1080/0015587x.1975.9716017. JSTOR 1260230.
[فيلب] ، براين ؛ [دوتتو] ، مايك (2005). الميجاليات في ميداواي (الطبعة الثالثة). كنت.
بيغوت، ستيوارت (1935). «ملاحظة عن تاريخ الزمن النسبي للبارز الطويلة باللغة الإنجليزية». أعمال جمعية ما قبل التاريخ. 1: 115–126. Doi:10.1017/s0079497x00022246.
سميث، مارتن؛ بريكلي، ميغان (2009). الناس في صفوف طويلة: الحياة والموت والدفن في العصر الحجري الحديث المبكر. Stroud: The History Press. ISBN 978-0-7524-4733-9.
ويوسكي، مايكل؛ غريفيث، سيرين؛ هارديز، روبرت؛ بايليس، أليكس؛ هايام، توم؛ فرنانديز-جالفو، يولاندا؛ ويتل، الاسدير (2013). "التواريخ والأمور الغذائية والتفكك
Note:
ترجمة جميلة!
ينبغي استخدام أدوات ربط والتنويع فيها. كذلك يجب التأكد من استعمالات أدوات الترقيم واماكنها، فقد وجدت الكثير من الأخطاء في أماكن الفواصل مثل: لم يجده، ولكن (خطأ الفاصلة تكون مرتبطة بما قبلها وليس العكس).
بالنسبة للمقالة، كثير من المعلومات لم اجدها بالنص الأساسي والأخر لم يترجم. لا اعلم إذا ما كان السبب انه تم التعديل على النص الأساسي ام لا، ارجو التأكد.
(إن احسنت فمن الله، وإن أخطأت فمن نفسي والشيطان)